# خوسيه لويس غونثاليث سانتشيث
خوسيه لويس غونثاليث سانتشيث (بالإسبانية: José Luis González Sánchez، ولد في 8 ديسمبر 1957، فيالوينغا دي لا ساغرا، طليطلة، إسبانيا) عداء إسباني.
حصل على خمس ميداليات ذهبية في بطولات أوروبا لألعاب القوى داخل الصالات.

## إنجازاته

### بطولة العالم لألعاب القوى
- 1987 روما  إيطاليا:  ميدالية فضية في سباق 1.500 متر.

### بطولة العالم لألعاب القوى داخل الصالات
- 1985 باريس  فرنسا:  ميدالية فضية في سباق 1.500 متر.
- 1989 بودابست  المجر:  ميدالية فضية في سباق 3.000 متر.

### بطولة أوروبا لألعاب القوى داخل الصالات
- 1982 تورينو  إيطاليا:  ميدالية ذهبية في سباق 1.500 متر.
- 1985 أثينا  اليونان:  ميدالية ذهبية في سباق 1.500 متر.
- 1986 مدريد  إسبانيا:  ميدالية ذهبية في سباق 1.500 متر.
- 1987 ليفين  فرنسا:  ميدالية ذهبية في سباق 3.000 متر.
- 1988 بودابست  المجر:  ميدالية ذهبية في سباق 3.000 متر.
- 1998 جنوة  إيطاليا:  ميدالية برونزية في سباق 3.000 متر.

## وصلات خارجية
- خوسيه لويس غونثاليث سانتشيث على موقع الاتحاد الدولي لألعاب القوى (الإنجليزية)
- خوسيه لويس غونثاليث سانتشيث على موقع أوليمبيديا (الإنجليزية)